# Bokskog i maj, motiv från Iselingen
Bokskog i maj, motiv från Iselingen (danska: Bøgeskov i maj. Motiv fra Iselingen) är en oljemålning från 1857 av den danske konstnären Peter Christian Skovgaard. Målningen tillhör Statens Museum for Kunst i Köpenhamn. 
Målningen beställdes av rektor Martin Hammerich till sitt hem på Borgerdydskolen i Christianshavn. Som framgår av titeln är motivet en bokskog vid herrgården Iselingen vid Vordingborg på södra Själland. Martin Hammerich ärvde herrgården 1867 från sin svärfar och tog då med sig målningen dit. Tavlan förblev i familjen Hammerich ägo till 1951 då den såldes till Statens Museum for Kunst. 